# پاتریک ولف
پاتریک ولف (انگلیسی: Patrick Wolf؛ زادهٔ ۳۰ ژوئن ۱۹۸۳) موسیقی‌دان اهل بریتانیا است.